# Museo di scienze naturali Luigi Paolucci
Il Museo di scienze naturali Luigi Paolucci fu fondato ad Ancona nella seconda metà dell'Ottocento con il nome di Museo regionale marchigiano di storia naturale ed ha attualmente sede nel comune di Offagna, che fu uno dei castelli di Ancona, dove fa parte del Polo Museale del borgo.

## Storia del museo

La vecchia sede del Regio istituto tecnico "Grazioso Benincasa" di Ancona, che accolse per decenni il Museo naturalistico, oggi intitolato al naturalista Luigi Paolucci.

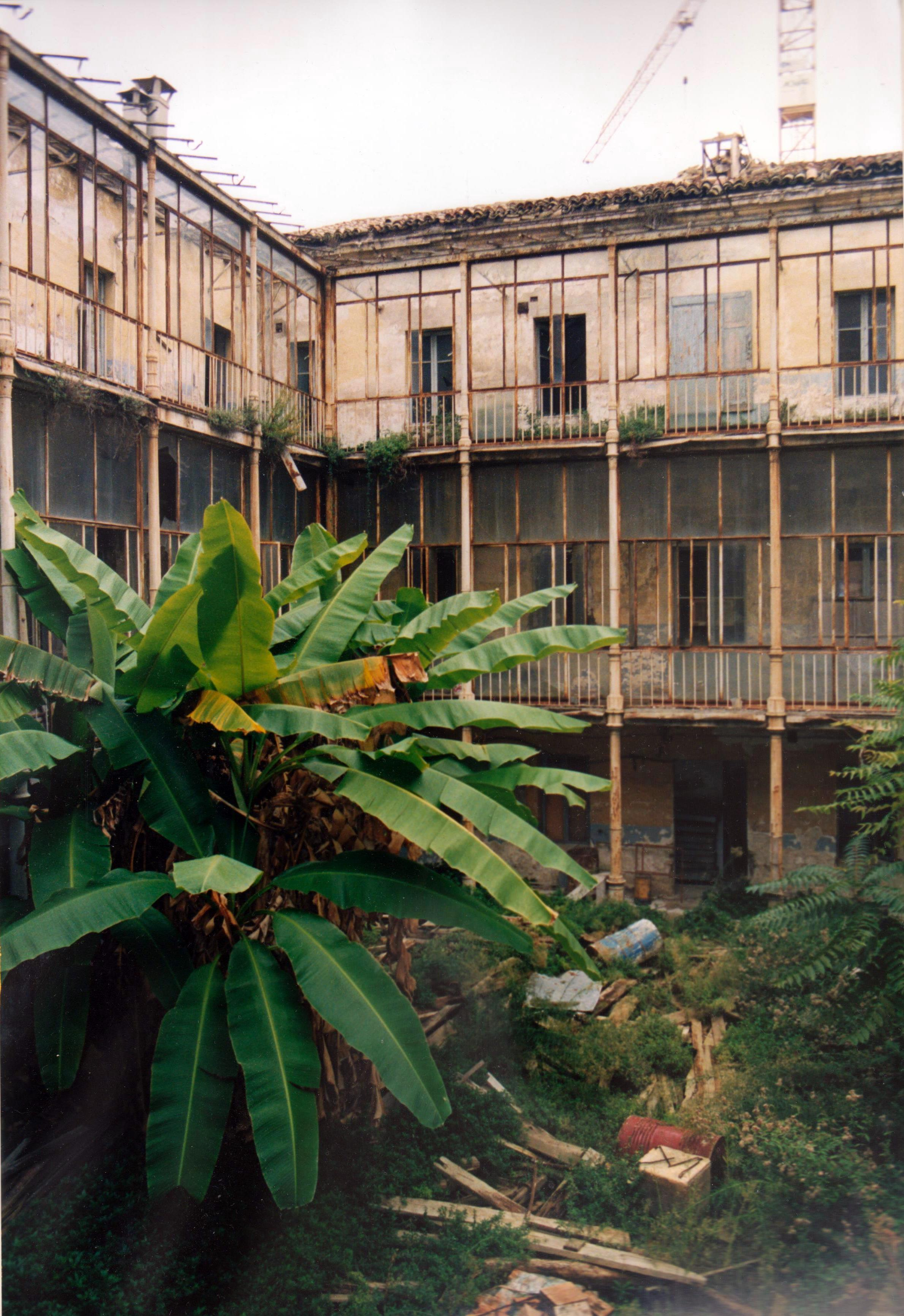
Nella corte dell'edificio che ospitò il Regio istituto tecnico "Grazioso Benincasa" esiste ancora il vecchio banano piantato dal prof. Luigi Paolucci, qui ritratto durante i lavori di trasformazione dell'edificio in casa di riposo per anziani.

Il creatore del Museo fu l'insigne naturalista anconetano Luigi Paolucci (1849 - 1935), uno dei più illustri scienziati dell'Italia del tempo, i cui studi rivestono ancor oggi un notevole interesse. Il museo, che in origine era chiamato Museo regionale marchigiano di storia naturale, venne realizzato ampliando il "gabinetto di storia naturale" del Regio Istituto Tecnico "Grazioso Benincasa" di Ancona, che era stato fondato nel 1864 insieme ad un osservatorio meteorologico.
Il fatto di essere nato nel seno di un istituto scolastico diede sin dall'inizio una vocazione didattica al museo. La sede era nell'attuale via Francesco Podesti, nel rione di Capodimonte; all'interno del cortile dell'edificio era stato inoltre sistemato un piccolo orto botanico tropicale. Tra le varie piante originariamente presenti è sopravvissuto un monumentale banano.
Il Paolucci arricchì notevolmente le già interessanti collezioni paleontologiche, mineralogiche, botaniche e zoologiche; la maggior parte dei reperti fu raccolta personalmente dallo stesso Paolucci, a volte accompagnato dai suoi studenti. Tra le collezioni più importanti va segnalato l'erbario marchigiano, tuttora il più importante della regione e fra i principali d'Italia, attualmente conservato presso la Facoltà di Agraria dell'Università Politecnica delle Marche di Ancona.
Il museo rimase aperto fino all'inizio della Seconda guerra mondiale e poi attraversò un lungo periodo di semi-abbandono, specie a seguito del lungo terremoto che colpì il capoluogo dorico nel 1972, durante il quale i reperti, di notevole valore, vennero stipati alla rinfusa in casse e scatoloni in locali di deposito della Provincia di Ancona. Grazie all'opera assidua di volontari appartenenti ad un'associazione naturalistica della città, essi furono restaurati e ricatalogati. Finalmente, nel 1997 il museo fu riallestito per conto della Provincia di Ancona in locali messi a disposizione del Comune di Offagna e dedicato al fondatore Luigi Paolucci. 

## Il museo oggi
Attualmente il museo fa parte del Polo Museale di Offagna e ospita una cospicua parte della collezione naturalistica del professor Luigi Paolucci, insieme ad una ricca strumentazione scientifica. Grazie all'eredità del professor Paolucci quindi, il percorso museale può raccontare ai visitatori gli equilibri e gli ecosistemi del territorio marchigiano. 
Il museo si sviluppa su due piani. Al primo piano, una sala ospita la ricostruzione dello studio del Paolucci con oggetti personali, libri e stampe e la collezione di animali esotici (due pinguini, un piccolo caimano, un armadillo, colibrì, piccoli squali, pesci-istrice, ecc.) del naturalista anconetano, frutto di scambi con altri colleghi, come si usava alla fine dell'Ottocento. 
Al secondo piano:
- La prima sala ospita l'auletta multimediale, con una capienza di circa 30 posti a sedere, con la possibilità di proiettare video e presentazioni e di organizzare laboratori didattici per le scolaresche in visita.
- La seconda sala riproduce il laboratorio del Regio istituto tecnico "Grazioso Benincasa" di Ancona, originaria sede del museo. In questa sala, tra le altre cose, sono esposti rari strumenti d'epoca, cinque dei quali recentemente restaurati e perfettamente funzionanti.
- Nelle successive cinque sale sono esposti esemplari della fauna tipica dei vari ambienti marchigiani (fluviale, costiero, collinare, delle gole rupestri e montano).

Una particolare attenzione è stata riservata all'ambiente del Parco regionale del Conero e a quello dei guazzi alla foce del fiume Musone, al confine dell'area del parco, oggetto di studio da parte di Luigi Paolucci durante tutto l'arco della sua vita.